# Andrew G. McCabe
Andrew G. McCabe také Andy (* 1968) byl dočasným ředitelem FBI.
Do funkce dočasného ředitele ho 9. května 2017 jmenoval americký prezident Donald Trump. Funkci vykonával do 2. srpna 2017, kdy složil přísahu nový ředitel Christopher A. Wray, a on se "vrátil" do funkce zástupce ředitele FBI ze které odstoupil 29. ledna 2018.
V roce 1986 absolvoval vysokou školu The Bolles School v Jacksonville. V roce 1990 získal titul doktora práv na Dukeově univerzitě a také absolvoval Washington University v St. Louis.

## Práce ve Federálním úřadě pro vyšetřování
Začínal jako příslušník u "zásahovky" SWAT v New Yorku. V roce 2003 začal pracovat jako dozorčí zvláštní agent na eurasijské sekci organizovaného zločinu. Později pracoval v protiteroristické sekci. Poté byl přeložen na pobočku FBI ve Washingtonu D.C., kde pracoval v sekci národní bezpečnosti. V roce 2009 působil jako první vedoucí nové sekce s názvem program na výzkumné metody výslechu, který byl vytvořen po zákazu Ministerstva obrany směrnice 2310 waterboarding a další výslechových technik. Účastnil se také zatčení Ahmeda Abu Khattala pro podezření v účasti v útoku v Benghází v roce 2012. Byl také vyšetřovatelem teroristického útoku na maraton v Bostonu v roce 2013.
Ředitel FBI James Comey jej jmenoval 29. ledna 2016 zástupcem ředitele s účinnosti od 1. února 2016. Dne 9. května 2017 prezident Donald Trump Jamese Comeyo odvolal z funkce ředitele a jmenoval Andrewa G. McCaba dočasným ředitelem FBI.
Dne 10. května 2017 generální prokurátor Jeff Sessions a náměstek generálního prokurátora Rod Rosenstein zahájili rozhovory se čtyřmi kandidáti na nového ředitele, mezi kterými byl i McCabe.